# Ide Schelling
Ide Schelling, né le 6 février 1998 à La Haye, est un coureur cycliste néerlandais. 

## Biographie
Bora-Hansgrohe annonce en juillet 2021 l'extension du contrat d'Ide Schelling pour deux saisons.
Il s'engage pour 2024 et 2025 avec Astana Qazaqstan.
En 2023, son manager chez Astana Qazaqstan, Alexandre Vinokourov, considère que Schelling peut se distinguer « dans les étapes vallonnées et de moyenne montagne, ainsi que dans les classiques ».

## Palmarès

### Palmarès amateur
- 2015
  - 1re étape du Sint-Martinusprijs Kontich (contre-la-montre par équipes)
  - 3e de la Ronde des vallées
- 2016
  - Ronde des vallées :
    - Classement général
    - 1re étape

  - 1re étape du Grand Prix Rüebliland
  - 2e du Tour de Haute-Autriche juniors
  - 7e du championnat du monde sur route juniors
- 2017
  - 2e du championnat des Pays-Bas universitaire sur route
- 2018
  - Ronde van Werkendam
  - 2e du Ronde van Zuid-Holland
- 2019
  - 1re étape du Tour de la Vallée d'Aoste

### Palmarès professionnel
- 2021
  - Grand Prix du canton d'Argovie
  - 2e du Tour de Norvège
- 2023
  - 2e étape du Tour du Pays basque
  - 3e étape du Tour de Slovénie

### Résultats sur les grands tours

#### Tour de France
1 participation
- 2021 : 119e

#### Tour d'Espagne
2 participations
- 2020 : 69e
- 2024 : 134e

### Classements mondiaux
| Année                                 | 2018  | 2019  | 2020 | 2021 | 2022  | 2023 | 2024  |
| ------------------------------------- | ----- | ----- | ---- | ---- | ----- | ---- | ----- |
| Classement mondial                    | 1611e | 1190e | 861e | 96e  | 1429e | 405e | 1721e |
| UCI Europe Tour                       | 1037e | 833e  | 683e | 80e  | 970e  | nc   | nc    |
|                                       |       |       |      |      |       |      |       |
| Légende : nc = non classéSource : UCI |       |       |      |      |       |      |       |